# إبيون

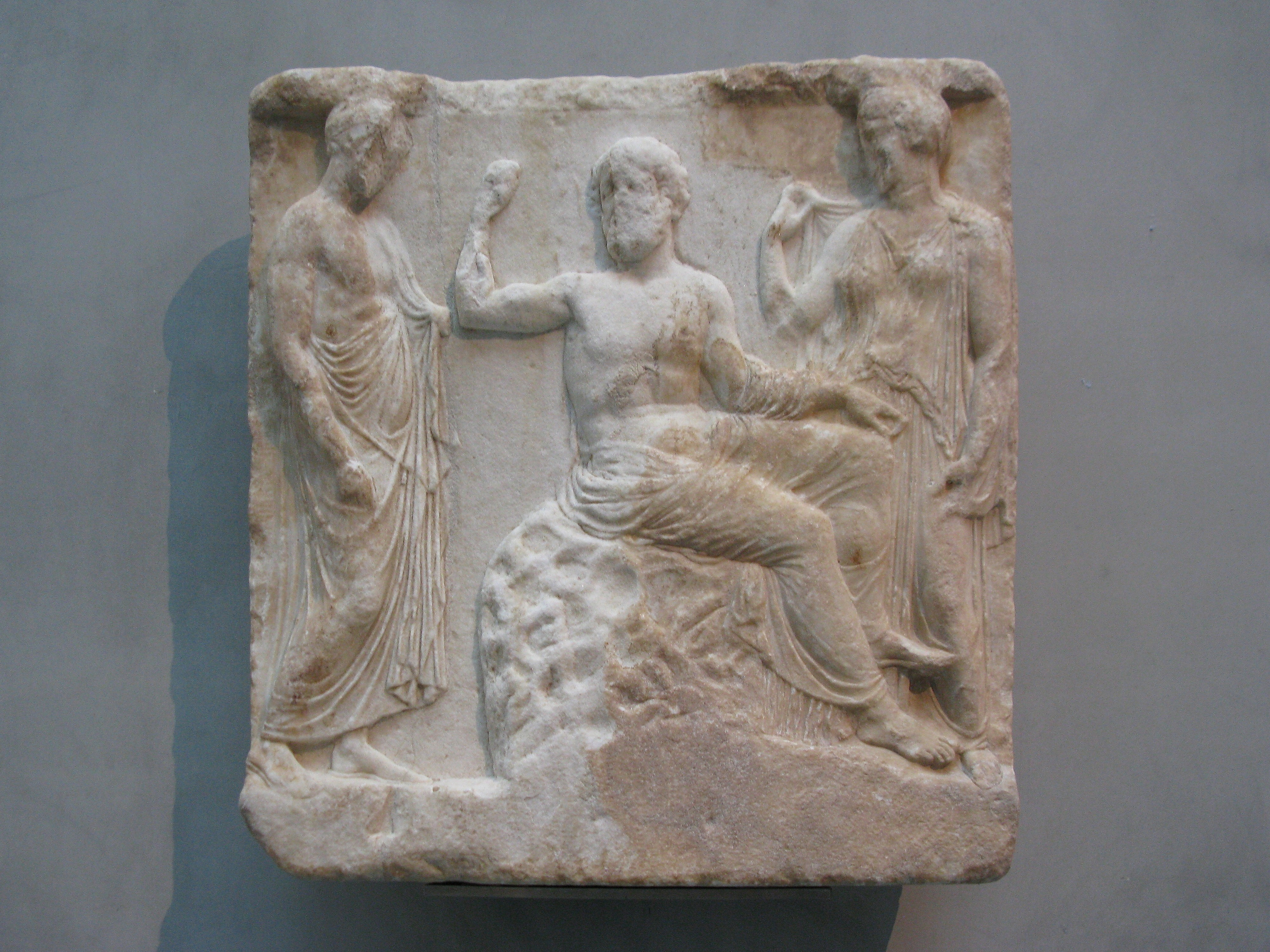

في الميثولوجيا الإغريقية، إبيون هي آلهة تسكين الألم، حيث أن اسمها يعني حقيقة تهدئة الألم وتلطيفه. وهي زوجة أسكليبيوس وأم باناسيا آلهة الأدوية وهيجيا إلاهة الصحة. وهي كانت أيضا والدة أطباء مشهورين كماتشاون وباداليريوس اللذين ذكروا في إلياذة هوميروس.